# Eudoxochiton nobilis
Eudoxochiton nobilis är en blötdjursart som först beskrevs av Gray 1843.  Eudoxochiton nobilis ingår i släktet Eudoxochiton och familjen Ischnochitonidae. Inga underarter finns listade i Catalogue of Life.